# Station Buchałów
Station  is een spoorwegstation in de Poolse plaats Buchałów.